# Boulevard Berlin
Boulevard Berlin  es un centro comercial en el distrito berlinés de Steglitz. Se encuentra al norte del Puente Joachim Tiburtius, en Schloßstraße hasta la esquina de Schildhornstraße, se inauguró el 4 de abril de 2012 y es uno de los centros comerciales más grandes de Berlín.

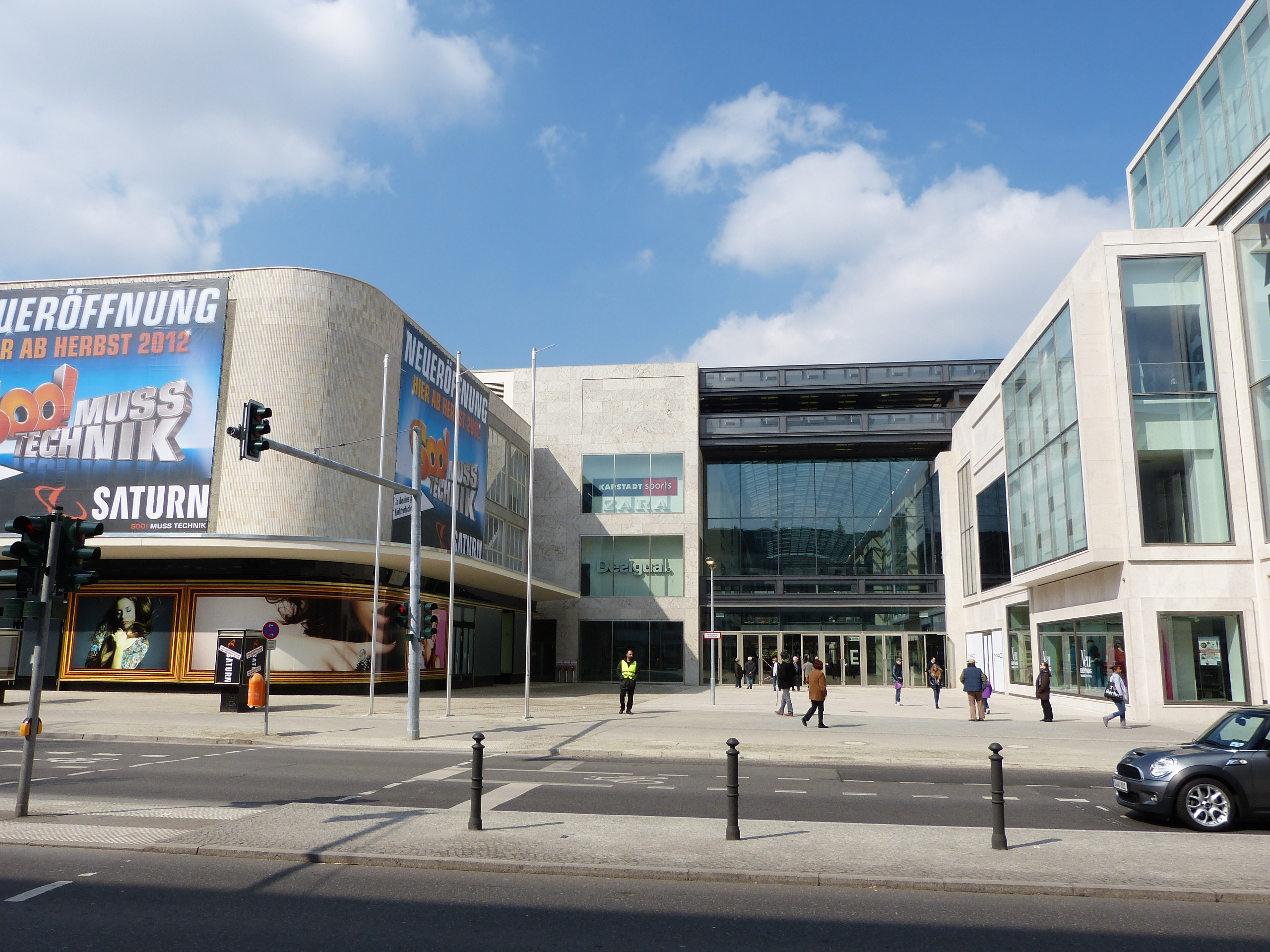
Boulevard Berlin

## Historia y estructura
Para prepararse para el nuevo edificio, que fue diseñado por los arquitectos Ortner & Ortner (arquitectura O & O), los grandes almacenes Wertheim de la década de 1960 fueron destruidos en las estructuras básicas y rediseñados como un edificio independiente con fachada de piedra natural. El trabajo se llevó a cabo en los años 2009-2012 y tuvo un coste de 390 millones de euros. La fachada históricamente protegida en Schloßstraße y una torre de escalera del edificio original se conservaron e integraron en el nuevo edificio. Además del bulevar Berlín, el Treitschkestraße entre Schloßstraße y el recientemente creado Harry-Bresslau-Park se construyó con el estilo de un paseo marítimo, donde el centro está conectado a los grandes almacenes Karstadt a través de un pasaje de vidrio.
El boulevard de Berlín inauguró el centro comercial número 63 de Berlín y el cuarto en Schloßstraße. Con 76,000 m² de área de ventas, se encuentra después de los Pasajes Gropius (85,000 m²), además del Mall de Berlín de aproximadamente el mismo tamaño (76,000 m²), el segundo centro comercial más grande de Berlín y tiene espacio para aproximadamente 140 tiendas y restaurantes. Los inquilinos incluyen Saturno, Karstadt Sport, Esprit, Hallhuber y Hollister. El primer operador fue el Dutch Multi Development. Vendió el Boulevard Berlin a Corio Deutschland GmbH.
El centro comercial está conectado a un garaje con 850 plazas, a las que se puede acceder a través de la calle Schildhornstraße. También tiene acceso directo a la estación de metro U-Bahnhof Schloßstraße en la línea U9 y tiene acceso directo a cuatro líneas de autobús.